# Agua Viva (paroisse civile)
Pour les articles homonymes, voir Agua Viva, Agua et Viva.
Agua Viva est l'une des trois paroisses civiles de la municipalité de Palavecino dans l'État de Lara au Venezuela. Sa capitale est Agua Viva. Elle est considérée comme le principal accès au parc national Terepaima créé en 1976 et son sommet emblématique, le cerro Terepaima.

## Géographie

### Relief
La paroisse est divisée en deux entités, une plaine septentrionale où se situent ses deux pôles urbains et un sud vallonné dominé par les cerros El Palito, Los Gachos, Negro, Potrerito, Potros, Tabure, Terepaima et Tomo, et le mont El León (loma El León, en espagnol).

### Démographie
Outre sa capitale Agua Viva éponyme et qui forme les quartiers occidentaux de la ville de Cabudare, la paroisse civile comporte l'autre localité importante, Las Cuibitas.